# Adriano (football, février 1982)
Pour les articles homonymes, voir Adriano.
Ne doit pas être confondu avec le footballeur brésilien né en 1982 : Adriano Pereira da Silva.
Adriano Leite Ribeiro, né le 17 février 1982 à Rio de Janeiro, est un footballeur international brésilien qui évoluait au poste d'avant-centre.

## Biographie

### Les débuts
Né à Rio de Janeiro, Adriano grandi dans la favela de Vila Cruzeiro. Formé au futsal, il intègre à l’âge de 7 ans les rangs du Flamengo, club le plus populaire du Brésil. Dans les catégories de jeunes, il oscille entre les postes de défenseurs et de latéral gauche jusqu’à ce qu’un entraîneur décèle son potentiel offensif et le replace au milieu, puis en attaque. Adriano a alors 15 ans et commence à révéler son talent. Avec les moins de 17 ans, il remporte le championnat du monde organisé en Nouvelle-Zélande, en 1999, et rejoint directement la sélection nationale l’année suivante à l’occasion des éliminatoires de la Coupe du monde 2002.

### Arrivée en Europe (2001-2003)
Après des débuts prometteurs avec le Flamengo, Adriano est repéré par des clubs du vieux continent. L'Inter Milan, où le premier « Fenomeno », Ronaldo, n'en finit plus avec sa rééducation, engage celui qu’on annonce comme son successeur en juin 2001. Pour l'acquérir, l'Inter cède le milieu de terrain Vampeta qui lui appartient conjointement avec le PSG. Dans la transaction, l'Inter récupère Adriano tandis que le PSG récupère Reinaldo qui ne laissera pas un souvenir exceptionnel chez les supporters parisiens. Estimant le jeune joueur encore un peu tendre, le club lombard décide de le prêter successivement à la Fiorentina (qu'il ne pourra pas sauver de la relégation en 2001-2002) puis à Parme. Il se révèle au sein de cette dernière équipe, en inscrivant notamment 24 buts pour 37 matches disputés en une saison et demie. À l'hiver 2003-2004, l’Inter, qui a laissé Ronaldo partir au Real Madrid un an plus tôt, réintègre la nouvelle star de la Serie A.

### Une star inconstante et descente aux enfers (2003-2007)
Formant un duo d'attaque des plus efficaces avec Christian Vieri, leur réussite entraîne celle de leur équipe qui remporte la coupe d’Italie en 2005. Ce trophée permet d'alimenter un palmarès vierge de tout succès depuis 1998. L’Inter espère alors de nouveaux succès, mais l'intermittence d’Adriano freine les ardeurs du club au cours de la saison 2005/2006 qui se termine néanmoins sur une nouvelle victoire en coupe d'Italie. 
Alternant séries de buts et périodes de moindre efficacité, l'Imperatore (l'« Empereur », comme le surnomment les tifosi de l'Inter et la presse italienne) finit, par son manque d'implication sur le terrain, par exaspérer une partie du public ainsi que ses partenaires. Ces derniers « oublient » d'ailleurs de le féliciter lorsqu'il retrouve le chemin des filets après avoir déclaré publiquement son mal-être. Pointé du doigt par les « Argentins » de l’équipe qui ne lui adressent plus la parole, Adriano menace de partir (« si je suis le problème de l'Inter, je m'en irai »), conscient de l'intérêt de nombreux grands clubs pour s'attacher ses services. Il décide finalement de rester à l'Inter pour la saison 2006-2007.
La mort  de son père durant l'été 2004, qu'il n'arrivera jamais à surmonter, a entraîné certains problèmes au début de l'année (notamment de surpoids) et il avoue à la fin de la saison avoir eu des problèmes avec l'alcool. Mais à la fin de la saison, il est l'auteur de plusieurs buts et semble alors retrouver sa forme d'antan. Il participe à la conquête du titre de champion d'Italie en marquant 13 buts en championnat. 
Barré par le duo d'attaque Zlatan Ibrahimović-Hernán Crespo, Adriano ne fait cependant pas partie des joueurs retenus pour participer à la Ligue des champions pour la saison 2007-2008.

### Retour aux sources au Brésil (2007-2009)

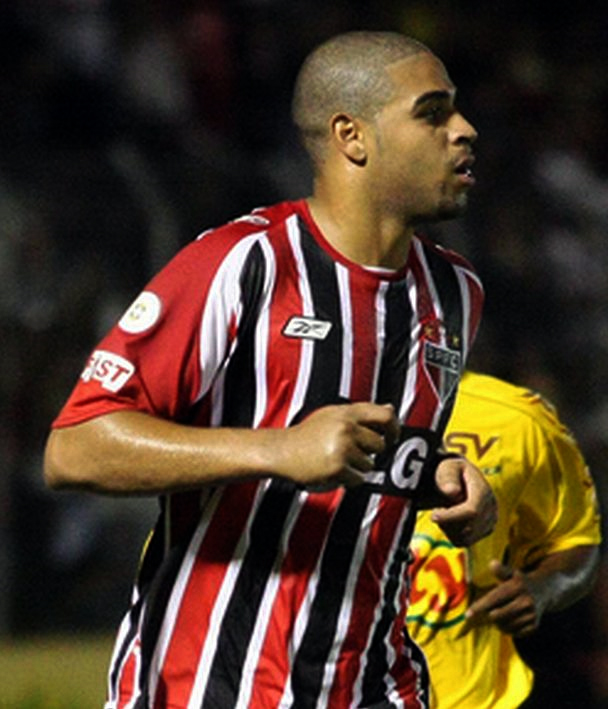
Adriano sous les couleurs du São Paulo FC en 2008.

À la suite de ses problèmes physiques et psychologiques, le club de l'Inter Milan décide de le prêter au club de São Paulo jusqu'au 30 juin 2008. Il revient au terme de six mois réussis à São Paulo, où il inscrit 17 buts en 29 matchs. Son nouvel entraineur José Mourinho lui accorde sa confiance et il redevient alors titulaire aux côtés de Zlatan Ibrahimović en attaque.
Mais cette confiance est rapidement remise en cause par les frasques nocturnes du joueur, dévoilées dans la presse italienne. Les dirigeants de l'Inter décident alors de se séparer du joueur, considéré comme perturbateur du groupe. Souvent aligné aux côtés de Zlatan Ibrahimović, le brésilien ne retrouve pas son niveau des années 2004, 2005 durant lesquelles il est un des meilleurs attaquants au monde. 
Le 10 avril 2009, le site internet du quotidien L'Équipe annonce que le Brésilien arrête provisoirement sa carrière. Il n'est pas revenu en Italie après avoir affronté le Pérou et l'Équateur avec la Seleção lors des éliminatoires de la Coupe du monde 2010. Déclarant avoir « perdu la joie de jouer », il décide de mettre sa carrière entre parenthèses pour prendre du recul : « Je ne sais pas si je vais rester chez moi pour un, deux ou trois mois. Je vais tout remettre à plat et penser à ce que je veux vraiment faire. Je vais peut-être arrêter définitivement. Car l'argent n'est pas tout dans la vie. C'est le bonheur et la joie qui importent. ».
Par la suite, Adriano s'engage le 1er mai 2009 avec le club brésilien de Flamengo, après avoir résilié son contrat avec l'Inter Milan. Après avoir séché plusieurs entraînements, Adriano se remet sérieusement au travail et il retrouve la réussite. En 20 matchs, l'attaquant inscrit 13 buts.
Le 1er octobre 2009, il revient, dans une interview à la revue R7, sur ses dernières années à l'Inter Milan et explique son alcoolisme de l'époque. Il avoue qu'il arrivait saoul à l'entraînement et qu'il allait dormir à l'infirmerie, pendant que ses dirigeants le couvraient avec des excuses médicales (problèmes musculaires).
Avec son nouveau club du Flamengo, il retrouve son efficacité et mène son équipe vers le titre de champion du Brésil 2009. Il termine d'ailleurs co-meilleur buteur de la compétition avec le joueur de l'Atlético Mineiro Diego Tardelli, tous deux ayant inscrit 19 buts.

### Retour en Italie (2010)
En juin 2010, Adriano quitte Flamengo pour retrouver la Serie A. Non pas sous les couleurs de l'Inter Milan mais sous celles de l'AS Rome, où il porte le numéro 8. Il touche la somme annuelle de cinq millions d'euros. Le 8 mars 2011, à la suite de plusieurs écarts de conduite, l'AS Rome décide de se séparer du joueur. En huit matchs de championnat avec le club romain, il ne sera jamais parvenu à trouver le chemin des filets.

### Second retour au Brésil puis les États Unis (2011-2016)
En mars 2011, il rejoint un club de São Paulo, le SC Corinthians où il évoluera au côté de Liédson. Mais blessé (épaule puis tendon d’Achille) Adriano doit attendre 8 mois avant de pouvoir disputer son premier match avec les Corinthians. Clairement en surpoids, il marque toutefois un but déterminant dans la course au titre face à Avaí à deux journées de la fin du championnat et qui permet à son club de se maintenir en tête du classement devant Vasco da Gama. En août 2012, il signe pour six mois en faveur de son ancien club Flamengo. Il sera rémunéré au rendement.
Le 6 novembre 2012, Flamengo annonce qu'il mettait fin au contrat d'Adriano en raison de sa non-présentation à la convocation de son président pour s'expliquer sur sa soi-disant blessure au tendon d'Achille. Il s'agissait de son sixième avertissement depuis la signature de son contrat en août 2012.
En février 2014, il signe à l'Atlético Paranaense. En avril 2014, son contrat de trois mois n'est pas renouvelé. Les jours précédents, le joueur avait séché deux fois l'entraînement.
Durant la trêve hivernale 2014-2015, il est près de signer en Ligue 2 au Havre mais Christophe Maillol ne disposant pas des fonds nécessaires pour racheter le club, il repart au Brésil,.
Il fait finalement reparler de lui en janvier 2016 en s'engageant avec le Miami United FC (en) en 4e division américaine, l'aventure ne dure que quelques mois et l'attaquant n'inscrit qu'un seul but.

### En équipe nationale Brésilienne
En équipe nationale du Brésil, Adriano compte 29 buts pour 52 sélections. La Copa América 2004 fut pour lui une consécration. Meilleur réalisateur de la compétition avec sept buts, il fut l’homme de la finale face à l’Argentine, inscrivant le but de l'égalisation dans les dernières minutes du match - le premier étant inscrit par Luisão - ainsi que le premier tir au but. En phase de poules, il réussit aussi un triplé face au Costa Rica.
L'année suivante, il est encore un acteur déterminant dans la conquête par le Brésil de la Coupe des confédérations en l'absence de Ronaldo. Alors à son zénith, Adriano, associé en attaque à Robinho, inscrit cinq buts au cours de l'épreuve dont deux doublés en demi-finale face à l'Allemagne et en finale face à l'Argentine. À un an de la Coupe du monde 2006, le quatuor qu'il forme avec Ronaldinho, Kaká et Robinho semble irrésistible.
Toutefois lors du Mondial allemand en 2006, Adriano ne parvient malheureusement pas à sortir la tête de l'eau au sein d'une Seleçao méconnaissable qui tombe en quart de finale contre la France.  En quart de finale, le sélectionneur brésilien Carlos Alberto Parreira lui préfère même Juninho qui lui permet de renforcer son milieu de terrain. Adriano ne dispute que la dernière demi-heure de la rencontre. L'Empereur termine la compétition avec deux buts au compteur. Comme Kaká et Ronaldo il n'a pas semblé disputer le mondial dans sa meilleure forme physique.
En fait Adriano n'a jamais retrouvé le niveau qu'il avait lors des saisons 2003-2005 quand il était un des attaquants les plus spectaculaires de la planète football. Son parcours au sein de la Seleçao s'en est fortement ressenti, sous Dunga, le successeur de Parreira, il sera supplanté par Luís Fabiano, le joueur de Séville associé à Robinho. 
De ce fait, il est absent des sélections brésiliennes victorieuses de la Copa América 2007 et de la Coupe des confédérations 2009. De même, il n'est pas retenu pour la Coupe du monde 2010, alors que son retour raté en Italie à l'AS Rome et sa blessure dès son premier entraînement avec son nouveau club des Corinthians compromettent fortement son retour en Seleçao.

## Statistiques

### Statistiques détaillées
| Saison                | Club                  | Championnat           | Championnat | Championnat | Coupe(s) nationale(s) | Coupe(s) nationale(s) | Supercoupe | Supercoupe | Compétition(s) continentale(s) | Compétition(s) continentale(s) | Compétition(s) continentale(s) | Autres compétitions | Autres compétitions | Autres compétitions | Brésil | Brésil | Total | Total |
| Saison                | Club                  | Division              | M.          | B.          | M.                    | B.                    | M.         | B.         | Comp.                          | M.                             | B.                             | Comp.               | M.                  | B.                  | M.     | B.     | M.    | B.    |
| 2000                  | Flamengo              | Série A               | -           | -           | -                     | -                     | -          | -          | CM                             | 8                              | 1                              | CC+CJ               | 13+19               | 3+7                 | 1      | 0      | 41    | 11    |
| 2001                  | Flamengo              | Série A               | 5           | 3           | 4                     | 1                     | -          | -          | CM                             | 2                              | 0                              | CC                  | 8                   | 1                   | -      | -      | 19    | 5     |
| Sous-total            | Sous-total            | Sous-total            | 5           | 3           | 4                     | 1                     | -          | -          | -                              | 10                             | 1                              | -                   | 30                  | 11                  | 1      | 0      | 50    | 16    |
| 2001-2002             | Inter Milan           | Serie A               | 8           | 1           | 1                     | 0                     | -          | -          | C3                             | 5                              | 0                              | -                   | -                   | -                   | -      | -      | 14    | 1     |
| 2002                  | ACF Fiorentina (prêt) | Serie A               | 15          | 6           | -                     | -                     | -          | -          | -                              | -                              | -                              | -                   | -                   | -                   | -      | -      | 15    | 6     |
| Sous-total            | Sous-total            | Sous-total            | 15          | 6           | -                     | -                     | -          | -          | -                              | -                              | -                              | -                   | -                   | -                   | -      | -      | 15    | 6     |
| 2002-2003             | Parme (prêt)          | Serie A               | 28          | 15          | 1                     | 0                     | -          | -          | C3                             | 2                              | 2                              | -                   | -                   | -                   | 5      | 3      | 36    | 20    |
| 2003-2004             | Parme (prêt)          | Serie A               | 9           | 8           | 2                     | 0                     | -          | -          | C3                             | 2                              | 1                              | -                   | -                   | -                   | 1      | 0      | 14    | 9     |
| Sous-total            | Sous-total            | Sous-total            | 37          | 23          | 3                     | 0                     | -          | -          | -                              | 4                              | 3                              | -                   | -                   | -                   | 6      | 3      | 50    | 29    |
| 2004                  | Inter Milan           | Serie A               | 16          | 9           | 2                     | 3                     | -          | -          | -                              | -                              | -                              | -                   | -                   | -                   | 6      | 7      | 24    | 19    |
| 2004-2005             | Inter Milan           | Serie A               | 30          | 16          | 3                     | 2                     | -          | -          | C1                             | 9                              | 10                             | -                   | -                   | -                   | 12     | 7      | 54    | 35    |
| 2005-2006             | Inter Milan           | Serie A               | 30          | 13          | 5                     | 0                     | 1          | 0          | C1                             | 11                             | 6                              | -                   | -                   | -                   | 11     | 8      | 58    | 27    |
| 2006-2007             | Inter Milan           | Serie A               | 23          | 5           | 3                     | 1                     | 1          | 0          | C1                             | 3                              | 0                              | -                   | -                   | -                   | 1      | 0      | 31    | 6     |
| 2007                  | Inter Milan           | Serie A               | 4           | 1           | -                     | -                     | -          | -          | -                              | -                              | -                              | -                   | -                   | -                   | -      | -      | 4     | 1     |
| 2008                  | São Paulo (prêt)      | Série A               | -           | -           | -                     | -                     | -          | -          | CL                             | 10                             | 6                              | CR                  | 19                  | 11                  | 4      | 0      | 33    | 17    |
| Sous-total            | Sous-total            | Sous-total            | -           | -           | -                     | -                     | -          | -          | -                              | 10                             | 6                              | -                   | 19                  | 11                  | 4      | 0      | 33    | 17    |
| 2008-2009             | Inter Milan           | Serie A               | 12          | 3           | 3                     | 2                     | -          | -          | C1                             | 7                              | 2                              | -                   | -                   | -                   | 3      | 2      | 25    | 9     |
| Sous-total            | Sous-total            | Sous-total            | 123         | 48          | 17                    | 8                     | 2          | 0          | -                              | 35                             | 18                             | -                   | -                   | -                   | 33     | 26     | 210   | 100   |
| 2009                  | Flamengo              | Série A               | 30          | 19          | -                     | -                     | -          | -          | -                              | -                              | -                              | -                   | -                   | -                   | 3      | 0      | 33    | 19    |
| 2010                  | Flamengo              | Série A               | 2           | 0           | -                     | -                     | -          | -          | CL                             | 7                              | 4                              | CC                  | 12                  | 11                  | 1      | 0      | 22    | 15    |
| Sous-total            | Sous-total            | Sous-total            | 32          | 19          | -                     | -                     | -          | -          | -                              | 7                              | 4                              | -                   | 12                  | 11                  | 4      | 0      | 55    | 34    |
| 2010-2011             | AS Rome               | Serie A               | 5           | 0           | 1                     | 0                     | 1          | 0          | C1                             | 1                              | 0                              | -                   | -                   | -                   | -      | -      | 8     | 0     |
| Sous-total            | Sous-total            | Sous-total            | 5           | 0           | 1                     | 0                     | 1          | 0          | -                              | 1                              | 0                              | -                   | -                   | -                   | -      | -      | 8     | 0     |
| 2011                  | Corinthians           | Série A               | 4           | 1           | -                     | -                     | -          | -          | -                              | -                              | -                              | CR                  | 4                   | 1                   | -      | -      | 8     | 2     |
| Sous-total            | Sous-total            | Sous-total            | 4           | 1           | -                     | -                     | -          | -          | -                              | -                              | -                              | -                   | 4                   | 1                   | -      | -      | 8     | 2     |
| 2012                  | Flamengo              | Série A               | 0           | 0           | -                     | -                     | -          | -          | -                              | -                              | -                              | -                   | -                   | -                   | -      | -      | 0     | 0     |
| Sous-total            | Sous-total            | Sous-total            | 0           | 0           | -                     | -                     | -          | -          | -                              | -                              | -                              | -                   | -                   | -                   | -      | -      | 0     | 0     |
| 2014                  | Paranaense            | Série A               | -           | -           | -                     | -                     | -          | -          | CL                             | 3                              | 1                              | -                   | -                   | -                   | -      | -      | 3     | 1     |
| Sous-total            | Sous-total            | Sous-total            | -           | -           | -                     | -                     | -          | -          | -                              | 3                              | 1                              | -                   | -                   | -                   | -      | -      | 3     | 1     |
| Total sur la carrière | Total sur la carrière | Total sur la carrière | 221         | 100         | 25                    | 9                     | 3          | 0          | -                              | 70                             | 33                             | -                   | 65                  | 34                  | 48     | 27     | 432   | 203   |

## Palmarès

### En club
- Champion d'Italie en 2006,  2007, 2008 et 2009 avec l'Inter de Milan
- Champion du Brésil en 2008 avec São Paulo, en 2009 avec Flamengo et en 2011 avec les Corinthians
- Champion de Rio de Janeiro en 2001 avec Flamengo
- Vainqueur de la Coupe d'Italie en 2005 et 2006 avec l'Inter de Milan

### En équipe du Brésil
- 48 sélections et 27 buts entre 2000 et 2010
- Vainqueur de la Coupe du Monde des moins de 17 ans en 1997
- Vainqueur de la Copa América en 2004
- Vainqueur de la Coupe des Confédérations en 2005

### Distinctions individuelles
- Élu Ballon d'Or brésilien en 2009
- Élu meilleur joueur de la Copa América en 2004
- Élu meilleur joueur de la Coupe des Confédérations en 2005
- Meilleur buteur de la Copa América en 2004 (7 buts)
- Meilleur buteur de la Coupe des Confédérations en 2005 (5 buts)
- Co-Meilleur buteur du Championnat du Brésil en 2009 (19 buts)
- Co-Meilleur passeur du Championnat d'Italie en 2007 (9 passes décisives)
- 6ème au Ballon d’or en 2004
- 7ème au Ballon d’or en 2005
- Introduit dans Wall of fame du Stade Maracanã en 2021[12]
- Élu Bidon d'or en 2006, 2007 et 2010

## Dans la culture populaire
Adriano est également connu pour son apparition dans le jeu Pro Evolution Soccer 6, pour lequel il est présent sur la jaquette du jeu (aux côtés d'un autre joueur au premier plan variant en fonction du pays) et pour les qualités qui lui sont données ainsi qu'un très haut niveau de ses compétences en partie (par exemple une puissance de tir noté à 99) qui font de lui l'un des meilleurs joueurs de jeu mais également sans doute le meilleur tireur du jeu.